# Möllenkamp-Werke AG für Fahrzeugbau
Die Möllenkamp-Werke AG für Fahrzeugbau war ein deutscher Automobilhersteller, der in Düsseldorf ansässig war. Zwischen 1923 und 1926 wurden dort Mittelklassewagen unter dem Namen Mölkamp gebaut.
Anfang 1923 hatte man die Priamus-Automobilwerke in Köln-Zollstock übernommen und baute für den Rest des Jahres noch die Modelle 8/24 PS und 9/30 PS unter dem Namen Priamus weiter. Bald darauf kam der noch bei Priamus entwickelte Sechszylinderwagen, ein 10/50-PS-Modell mit Königswellenmotor – der erste Mölkamp –, dazu. Wegen des hohen Preises fand dieser qualitätvolle Wagen allerdings wenig Anklang im Markt.
Um ein preisgünstigeres Modell anbieten zu können, baute man ab Oktober 1924 auch noch das Vierzylindermodell 6/30 PS des italienischen Automobilherstellers Ceirano in Lizenz.
Auch der Mölkamp-Ceirano war zu teuer und konnte sich auf dem Markt nicht durchsetzen, sodass das Unternehmen im Februar 1926 Konkurs anmelden musste.

## Modelle (Auswahl)
| Modell   | Bauzeitraum | Zylinder | Hubraum  | Leistung        | Radstand |
| -------- | ----------- | -------- | -------- | --------------- | -------- |
| 8/24 PS  | 1923        | 4 Reihe  | 2010 cm³ | 24 PS (17,6 kW) |          |
| 9/30 PS  | 1923        | 4 Reihe  | 2262 cm³ | 30 PS (22 kW)   |          |
| 10/50 PS | 1923–1926   | 6 Reihe  | 2500 cm³ | 50 PS (37 kW)   |          |
| 6/30 PS  | 1924–1926   | 4 Reihe  | 1500 cm³ | 30 PS (22 kW)   |          |

## Quelle
- Werner Oswald: Deutsche Autos 1920–1945, 10. Auflage, Motorbuch Verlag Stuttgart (1996), ISBN 3-87943-519-7, S. 451